# Gangaikonda Cholapuram
Gangaikonda Cholapuram (கங்கைகொண்ட சோழபுரம்) là một ngôi làng nằm gần Jayankondam, Ariyalur, Tamil Nadu, Ấn Độ. Nó từng là kinh đô của vương triều Chola vào năm 1025 dưới thời trị vì của Rajendra Chola I và kéo dài trong khoảng 250 năm.
Nó nằm cách 125 kilômét (78 mi) về phía đông bắc của sân bay quốc tế Tiruchirapalli. Tính đến năm 2014, thành phố cổ đại tồn tại như một thị trấn di sản ở huyện Ariyalur của bang Tamil Nadu. Đền Brihadisvara Gangaikonda Cholapuram tại đây chỉ đứng sau đền Brihadisvara ở Thanjavur về mức độ hoành tráng nhưng vượt trội hơn hoàn toàn về chất lượng của các tác phẩm điêu khắc. Nó đã được UNESCO công nhận là Di sản thế giới như là một phần của Các đền thờ thời Chola.

## Lịch sử
Thành phố được thành lập bởi Rajendra Chola I để kỷ niệm chiến thắng của ông trước đế quốc Pala.